# Julio Edgar Cabrera Ovalle
Julio Edgar Cabrera Ovalle (* 22. August 1939 in San Juan Comalapa) ist ein guatemaltekischer Geistlicher und emeritierter römisch-katholischer Bischof von Jalapa.

## Leben
Der Erzbischof von Lima, Juan Kardinal Landázuri Ricketts OFM, weihte ihn am 1. Dezember 1963 zum Priester. Er arbeitete als Vikar und Pfarrer in der Seelsorge, zudem war er Regens des Priesterseminars in Guatemala-Stadt.
Papst Johannes Paul II. ernannte ihn am 31. Oktober 1986 zum Bischof von Santa Cruz del Quiché. Die Bischofsweihe spendete ihm der Papst persönlich am 6. Januar des nächsten Jahres; Mitkonsekratoren waren Eduardo Martínez Somalo, Substitut des Staatssekretariates, und José Tomás Sánchez, Sekretär der Kongregation für die Evangelisierung der Völker.
Am 5. Dezember 2001 wurde er zum Bischof von Jalapa ernannt. Papst Franziskus nahm am 30. März 2020 das von Julio Edgar Cabrera Ovalle aus Altersgründen vorgebrachte Rücktrittsgesuch an.

## Ehrungen
Die Theologische Fakultät der Universität Freiburg (Freiburg im Üechtland) verlieh ihm 1997 die Ehrendoktorwürde.